# Jean Dugain
Vous lisez un « bon article » labellisé en 2008.
Pour les articles homonymes, voir Dugain.
Jean Dugain, né le 23 février 1717 et décédé après 1787, fut l'un des plus célèbres chasseurs d'esclaves actifs sur l'île de La Réunion dans le courant du XVIIIe siècle alors que celle-ci était encore une colonie française de l'océan Indien connue sous le nom d'île Bourbon. À ce titre, il parcourut de nombreux territoires des Hauts jusqu'alors inexplorés et devint une référence en la matière pour les autorités insulaires, qui n'hésitèrent pas à faire appel à lui pour des missions de reconnaissance.
C'est ainsi qu'il fut le premier homme blanc à assister à une éruption volcanique du Piton de la Fournaise en surplomb de l'Enclos Fouqué, la dernière caldeira formée par ce volcan actif. En outre, il fut peut-être également le premier colon à atteindre le sommet du Piton des Neiges, le plus haut sommet montagneux de l'île, ou au moins à le fréquenter régulièrement.
Il eut un fils qui reçut son prénom, vécut en ermite pendant treize ans dans des lieux reculés de la colonie et aida l'explorateur en voyage Jean-Baptiste Bory de Saint-Vincent durant son ascension de son point culminant au début du XIXe siècle. Leur nom a été donné à plusieurs entités naturelles de la géographie de La Réunion, notamment à un petit piton de la Plaine des Cafres, le piton Dugain, ainsi qu'à un lieu-dit habité de Sainte-Suzanne, mais aussi à une grotte difficile d'accès et à un cours d'eau aujourd'hui disparu des cartes.

## Biographie

### Origines
|  |  | Gilles Duguin | Gilles Duguin | Gilles Duguin | Gilles Duguin | Gilles Duguin   | Gilles Duguin   |                 |                 | Cécile Mousse   | Cécile Mousse   | Cécile Mousse | Cécile Mousse | Cécile Mousse | Cécile Mousse |             |  |  |  | Jean Sekeling Clain | Jean Sekeling Clain | Jean Sekeling Clain | Jean Sekeling Clain | Jean Sekeling Clain | Jean Sekeling Clain |              |              | Hélène Prou  | Hélène Prou  | Hélène Prou | Hélène Prou | Hélène Prou | Hélène Prou |  |  |  |  |  |  |  |  |  |  |  |  |  |  |  |  |  |  |  |  |  |  |  |  |
|  |  | Gilles Duguin | Gilles Duguin | Gilles Duguin | Gilles Duguin | Gilles Duguin   | Gilles Duguin   |                 |                 | Cécile Mousse   | Cécile Mousse   | Cécile Mousse | Cécile Mousse | Cécile Mousse | Cécile Mousse |             |  |  |  | Jean Sekeling Clain | Jean Sekeling Clain | Jean Sekeling Clain | Jean Sekeling Clain | Jean Sekeling Clain | Jean Sekeling Clain |              |              | Hélène Prou  | Hélène Prou  | Hélène Prou | Hélène Prou | Hélène Prou | Hélène Prou |  |  |  |  |  |  |  |  |  |  |  |  |  |  |  |  |  |  |  |  |  |  |  |  |
|  |  |               |               |               |               |                 |                 |                 |                 |                 |                 |               |               |               |               |             |  |  |  |                     |                     |                     |                     |                     |                     |              |              |              |              |             |             |             |             |  |  |  |  |  |  |  |  |  |  |  |  |  |  |  |  |  |  |  |  |  |  |  |  |
|  |  |               |               |               |               | François Dugain | François Dugain | François Dugain | François Dugain | François Dugain | François Dugain |               |               |               |               |             |  |  |  |                     |                     |                     |                     | Ignace Clain        | Ignace Clain        | Ignace Clain | Ignace Clain | Ignace Clain | Ignace Clain |             |             |             |             |  |  |  |  |  |  |  |  |  |  |  |  |  |  |  |  |  |  |  |  |  |  |  |  |
|  |  |               |               |               |               | François Dugain | François Dugain | François Dugain | François Dugain | François Dugain | François Dugain |               |               |               |               |             |  |  |  |                     |                     |                     |                     | Ignace Clain        | Ignace Clain        | Ignace Clain | Ignace Clain | Ignace Clain | Ignace Clain |             |             |             |             |  |  |  |  |  |  |  |  |  |  |  |  |  |  |  |  |  |  |  |  |  |  |  |  |
|  |  |               |               |               |               |                 |                 |                 |                 |                 |                 |               |               |               |               |             |  |  |  |                     |                     |                     |                     |                     |                     |              |              |              |              |             |             |             |             |  |  |  |  |  |  |  |  |  |  |  |  |  |  |  |  |  |  |  |  |  |  |  |  |
|  |  |               |               |               |               |                 |                 |                 |                 |                 |                 |               |               |               |               | Jean Dugain |  |  |  |                     |                     |                     |                     |                     |                     |              |              |              |              |             |             |             |             |  |  |  |  |  |  |  |  |  |  |  |  |  |  |  |  |  |  |  |  |  |  |  |  |

Jean Dugain naît le 23 février 1717 à Saint-Denis de La Réunion de l'union de François Dugain et Ignace Clain, survenue le 12 avril 1714 dans la même ville. Il a alors au moins un frère aîné portant le prénom de leur père et né du même mariage le 9 mars 1715 à Saint-Denis.
Son père, né le 14 janvier 1695 à Sainte-Marie, est lui-même le fils de Gilles Duguin et Cécile Mousse, mariés le 29 juin 1687 à Saint-Paul. Le premier est un maçon né à Saint-Malo, en Bretagne, le 9 novembre 1661, et il est donc à l'origine de l'installation de la famille paternelle de Jean Dugain dans la colonie. La seconde, son épouse, est quant à elle née vers 1674 de deux parents originaires de Madagascar et esclaves de la Compagnie française des Indes orientales. À ce titre, Jean Dugain est l'arrière-petit-fils de personnes qui furent réduites en esclavage par l'institution qu'il servit plus tard en expurgeant l'île de ses marrons avec l'appui de ses autorités.
Ignace Clain, sa mère, est quant à elle née le 12 octobre 1694 à Saint-Paul de l'union d'une Bourbonnaise et d'un certain Jean Sekeling Clain, originaire d'Amsterdam, aux Pays-Bas. Elle donne à son mari plusieurs enfants prénommés Catherine, Anne, Louise, Pierre, Jacques, Marie, Mathurin, Suzanne et Marie, de nouveau. Ces derniers, frères et sœurs de Jean Dugain, naissent respectivement en 1719, 1721, 1723, 1725, 1727, 1730, 1732, 1734 et 1736. Plusieurs d'entre eux sont baptisés à Sainte-Suzanne à compter de la petite Anne, ce qui laisse penser à un déménagement de la famille vers ce quartier à compter de 1719 ou surtout de 1725.

### Activités de chasseur d'esclaves

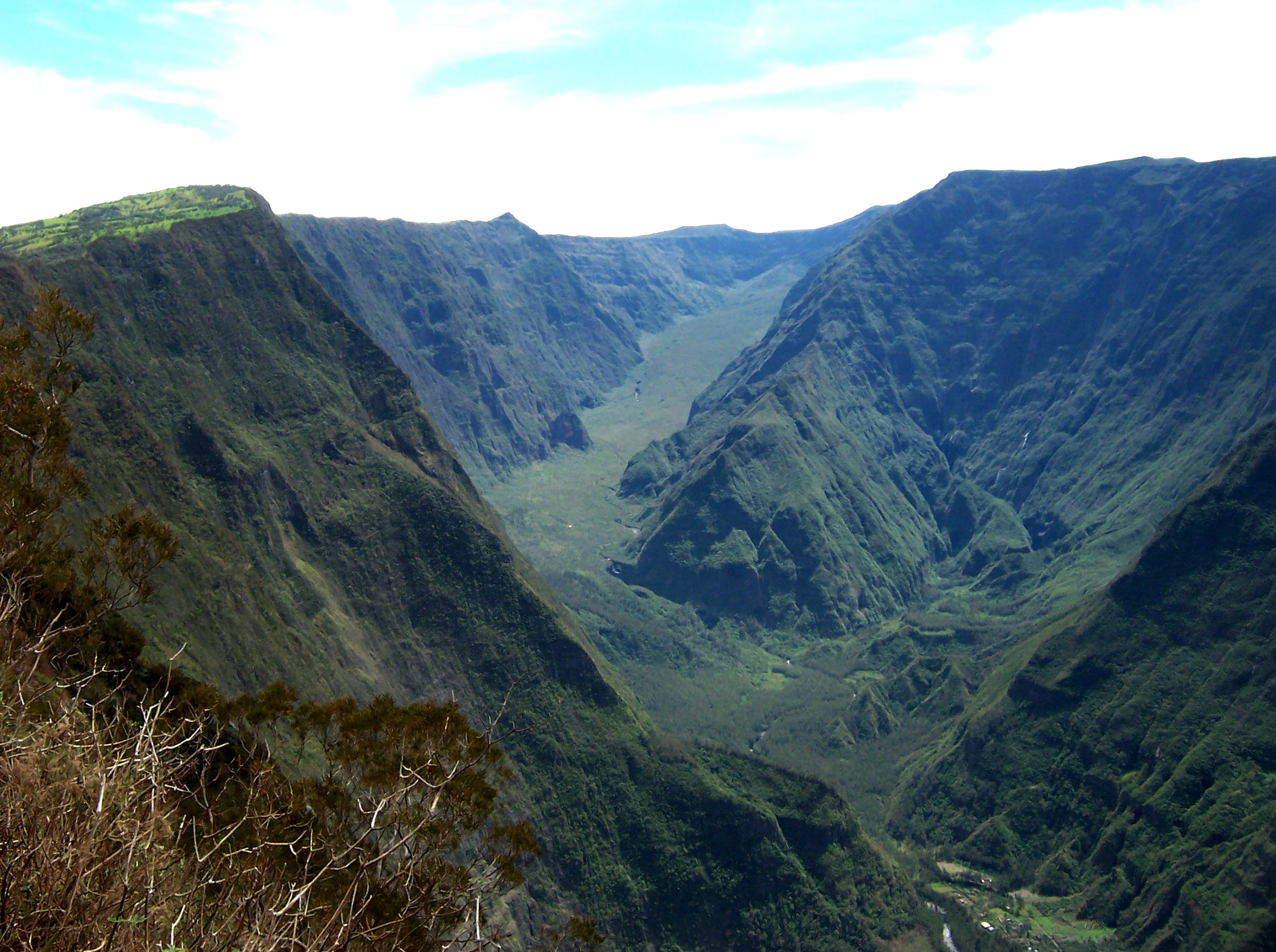
Photographie contemporaine de la partie haute de la rivière des Remparts, où Jean Dugain manqua de surprendre des marrons sur dénonciation.

La carrière de chasseur de primes de Jean Dugain commence quelques années après le début d'un mouvement de durcissement des règlements locaux quant aux esclaves en fuite, les marrons disparus dans les Hauts de l'île, c'est-à-dire hors du littoral dans les montagnes. Après qu'une amnistie a été promise aux fugitifs qui se rendraient en 1719, le conseil supérieur de Bourbon ordonne en 1725 de tuer les Noirs qui refuseraient de se livrer aux autorités, et « une impitoyable chasse à l'homme » est initiée. L'année suivante, le même conseil promet trente livres pour tout esclave mort ou vif. Enfin, en 1729, un règlement est élaboré pour les détachements luttant contre les marrons. Dès lors, ces détachements se professionnalisent et Jean Dugain se retrouve à la tête de l'un d'entre eux, tout comme François Mussard et François Caron, ce dernier étant le seul des trois de la première génération de colons.
Jean Dugain se marie avec Louise Lebeau le 20 novembre 1742 à Saint-Benoît puis perd sa mère cinq mois plus tard, puisqu'elle décède à l'âge de 48 ans à Saint-Denis le 17 avril 1743. Sa sœur Louise en fait de même à Sainte-Suzanne le 5 janvier 1748, tout comme son frère Pierre, devenu l'un des Volontaires de Bourbon, le 19 mars 1755 à Mazulipatam, en Inde. Durant ces années, Jean Dugain poursuit son activité de chasse aux esclaves et celle-ci l'amène à découvrir et détruire leurs nombreuses constructions précaires dans les forêts de Bourbon, comme en témoigne son rapport du 24 août 1758 : il y est indiqué qu'il a découvert un camp au Pays brûlé à l'endroit appelé « les deux bras » et à 200 gaulettes d'un site où des fugitifs fabriquaient une chaloupe de vingt pieds de long, douze de large et six de haut. Il fait le même genre de rencontre lors d'un séjour dans les bois du 10 au 25 mai 1762 en découvrant « un hangar » aux Trois Salazes, un deuxième camp à l'endroit appelé l'Étang et un troisième « dans un endroit extrêmement profond » à proximité de la rivière des Marsouins.
Pour le reste, il capture plusieurs fugitifs, notamment un individu venu sur une embarcation de fortune de l'île de France, l'actuelle île Maurice, et il signale aux autorités le 28 juin 1758 qu'il est prêt à le rendre à son propriétaire si celui-ci le réclame. Il tue également plusieurs marrons, notamment une femme dans les bois, ce qui lui vaut la promesse d'une esclave pour récompense – cette promesse est formellement établie le 27 août 1757 aux dépens de la commune de Sainte-Suzanne. Dans le cours de ses opérations, il aurait obtenu à certaines occasions le soutien de Noirs qui se rendent à lui : d'après un rapport qu'il dresse le 3 juin 1758, il apprit un jour d'un certain Mac l'emplacement exact d'une grotte dans la partie haute de la rivière des Remparts où se trouvaient des fugitifs, mais les chiens de ces esclaves les alertèrent à temps et leur permirent de disparaître par la deuxième issue de leur repaire avant son irruption par surprise,.

### Activités d'explorateur

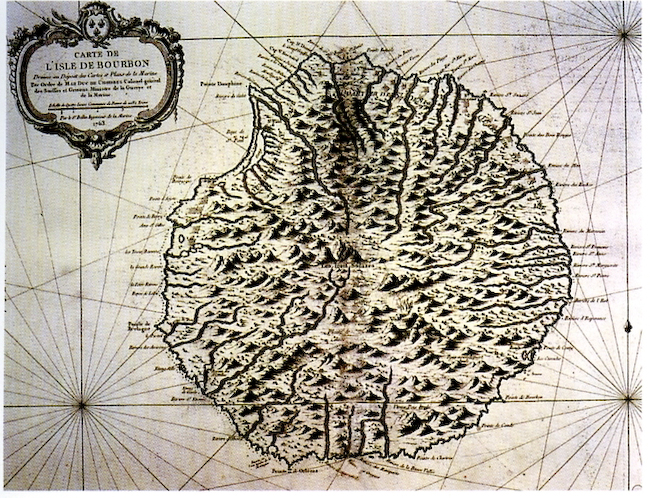
Carte géographique de l'île Bourbon parue en 1763, soit à l'époque où Jean Dugain explorait ses hauteurs.

Au milieu du XVIIIe siècle, aucun chemin ne permet d'accéder au Piton de la Fournaise et les curieux doivent improviser en partant de la plaine des Cafres ou en remontant la rivière Langevin pour finalement buter sur un rempart montagneux de plus de cent mètres de haut donnant sur la dernière caldeira en date et que l'on appelle aujourd'hui rempart de Bellecombe. C'est dans ce contexte que Jean Dugain est le premier à observer l'intérieur de l'Enclos Fouqué pendant une éruption volcanique du Piton de la Fournaise, un « spectacle admirable et terrible », en 1753.
Arrivé jusqu'au rempart de Bellecombe à la tête d'un détachement de quinze Créoles envoyé sur place par le gouverneur de Bourbon Jean-Baptiste Charles Bouvet de Lozier, lequel avait été alerté par effets inédits de cette éruption exceptionnelle sur l'ensemble de l'île, Jean Dugain observe à cette occasion la lave coulant en plusieurs points de la caldeira et assiste à la formation du petit cône volcanique désormais appelé Formica Leo.
Quelques années plus tard, en octobre 1768, fort de son expérience, il sert de chef de route à une expédition scientifique comprenant Joseph Hubert, un savant, mais aussi Honoré de Crémont, l'ordonnateur de Bourbon en personne. Ce dernier le présente dans le récit de voyage qu'il a laissé comme un habitant créole du quartier de Saint-Benoît « connu dans cette île par ses fréquentes et périlleuses chasses contre les Noirs marrons », ce qui témoigne d'une certaine notoriété de son vivant.

### Descendance et postérité
Le chasseur de primes eut un fils qui reçut le même prénom que lui, et c'est cet homme que Jean-Baptiste Bory de Saint-Vincent désigne par le nom de Jean Duguin orthographié avec un U dans le récit des séjours qu'il fit à Tenerife, sur l'île de France, sur l'île de La Réunion et à Sainte-Hélène paru en 1804 et intitulé Voyage dans les quatre principales îles des mers d'Afrique. Il effectua avec lui et plusieurs autres marcheurs une périlleuse ascension du Piton des Neiges, le plus haut sommet de l'île. De fait, d'après le témoignage du voyageur, il était également chasseur et « connaissait parfaitement  les lieux les moins fréquentés » pour avoir vécu seul treize ans dans les endroits reculés de l'île, « vivant, comme un marron, loin de l'habitation des hommes », ce qui l'avait d'ailleurs rendu « presque sauvage ». Jean-Baptiste Bory de Saint-Vincent ajoute que « ce Créole très brun, maigre et d'un air farouche, avait dans le regard une expression particulière de franchise, à laquelle ses sourcils, sa barbe et ses cheveux blancs ajoutaient un air de noblesse ».
Au bout de trois heures de marche, et avant d'arriver au coteau Maigre, le petit groupe traversa une ravine caverneuse sur les flancs de laquelle était une grotte que Jean-Baptiste Bory de Saint-Vincent décrit comme « assez logeable » avant de préciser qu'elle fut nommée en l'honneur du père de son accompagnateur, « chasseur intrépide, qui y logeait dans les courses qu'il fit le premier sur cette partie de l'intérieur de l'île ». Cette formulation laisse entendre que Jean Dugain père fut le premier homme blanc à fréquenter le plus haut sommet du massif du Piton des Neiges, un sommet que Jean-Baptiste Bory de Saint-Vincent n'atteignit lui-même qu'au prix de grandes frayeurs et après avoir envoyé Jean Dugain fils en éclaireur à la recherche de l'actuelle caverne Dufour et des cavités qui l'entourent.
En plus de la grotte aujourd'hui tombée dans l'oubli, le patronyme du chasseur de primes et de son fils a également été donné à un petit piton sis sur le plateau de la plaine des Cafres, le piton Dugain, qui accueille un oratoire et deux réservoirs d'eau et culmine à 1 755 mètres d'altitude à l'est de Bourg-Murat. Leur nom sert également à désigner un lieu-dit habité des Hauts de la commune de Sainte-Suzanne, la forêt Dugain, située à 640 mètres d'altitude. Enfin, d'après l'historien réunionnais contemporain Prosper Ève, il y aurait eu un cours d'eau appelé rivière Dugain sur les cartes anciennes de l'île avant celle parue en 1825. Aujourd'hui, plusieurs siècles après sa mort, qui est survenue après 1787, Jean Dugain père demeure le plus célèbre chasseur de l'histoire de La Réunion avec François Mussard, qui agissait plutôt au sud tandis que lui parcourait surtout le nord.